# Jarczowce
Jarczowce (ukr. Ярчівці) – wieś na Ukrainie w rejonie tarnopolskim należącym do obwodu tarnopolskiego.
W połowie XIX wieku w Jarczowcach funkcjonowała stadnina koni hr. Juliusza Dzieduszyckiego, 20 października 1851 odwiedzona przez podróżującego po Galicji cesarza Austrii Franciszka Józefa I. 
W II Rzeczypospolitej miejscowość w powiecie zborowskim województwa tarnopolskiego.
W lutym 1940 r. NKWD aresztowało i zesłało na Syberię 25 z 45 polskich rodzin. W latach 1943–1945 nacjonaliści ukraińscy z OUN-UPA zamordowali w miejscowości 6 Polaków.
We wsi urodził się Hryhorij Barwinski, ksiądz greckokatolicki, syn czynszowego szlachcica Hryhorija, sekretarza hr. Dominika Herakliusza Dzieduszyckiego, ojciec Ołeksandra Barwinskiego.
Znajduje się tu przystanek kolejowy Jarczowce, położony na linii Tarnopol - Lwów. 
Do 2020 w rejonie zborowskim. 